# Inhale, Don't Breathe
Inhale, Don't Breathe – pierwszy album studyjny ukraińskiego zespołu Jinjer. Album został wydany 15 marca 2013 roku nakładem wytwórni muzycznej The Leaders Records.

## Lista utworów
| Nr  | Tytuł utworu                                    | Długość |
| --- | ----------------------------------------------- | ------- |
| 1.  | „Until The End”                                 | 3:59    |
| 2.  | „Waltz”                                         | 3:39    |
| 3.  | „Scissors”                                      | 3:23    |
| 4.  | „Exposed As A Liar”                             | 3:40    |
| 5.  | „My Lost Chance”                                | 3:56    |
| 6.  | „Hypocrites & Critics”                          | 3:26    |
| 7.  | „Objects In Mirror Are Closer Than They Appear” | 3:07    |
| 8.  | „Destroy” (Live)                                | 3:33    |
| 9.  | „Scissors” (Live)                               | 3:22    |
| 10. | „Waltz” (Live)                                  | 3:14    |
|     |                                                 | 35:19   |

## Twórcy albumu
- Tetiana Szmajluk  – wokal
- Jewhen Abdiuchanow – gitara basowa
- Dmytro Okseń – gitara
- Roman Ibramchaliłow – gitara
- Ołeksandr Kozijczuk – perkusja